# Għadira Nature Reserve

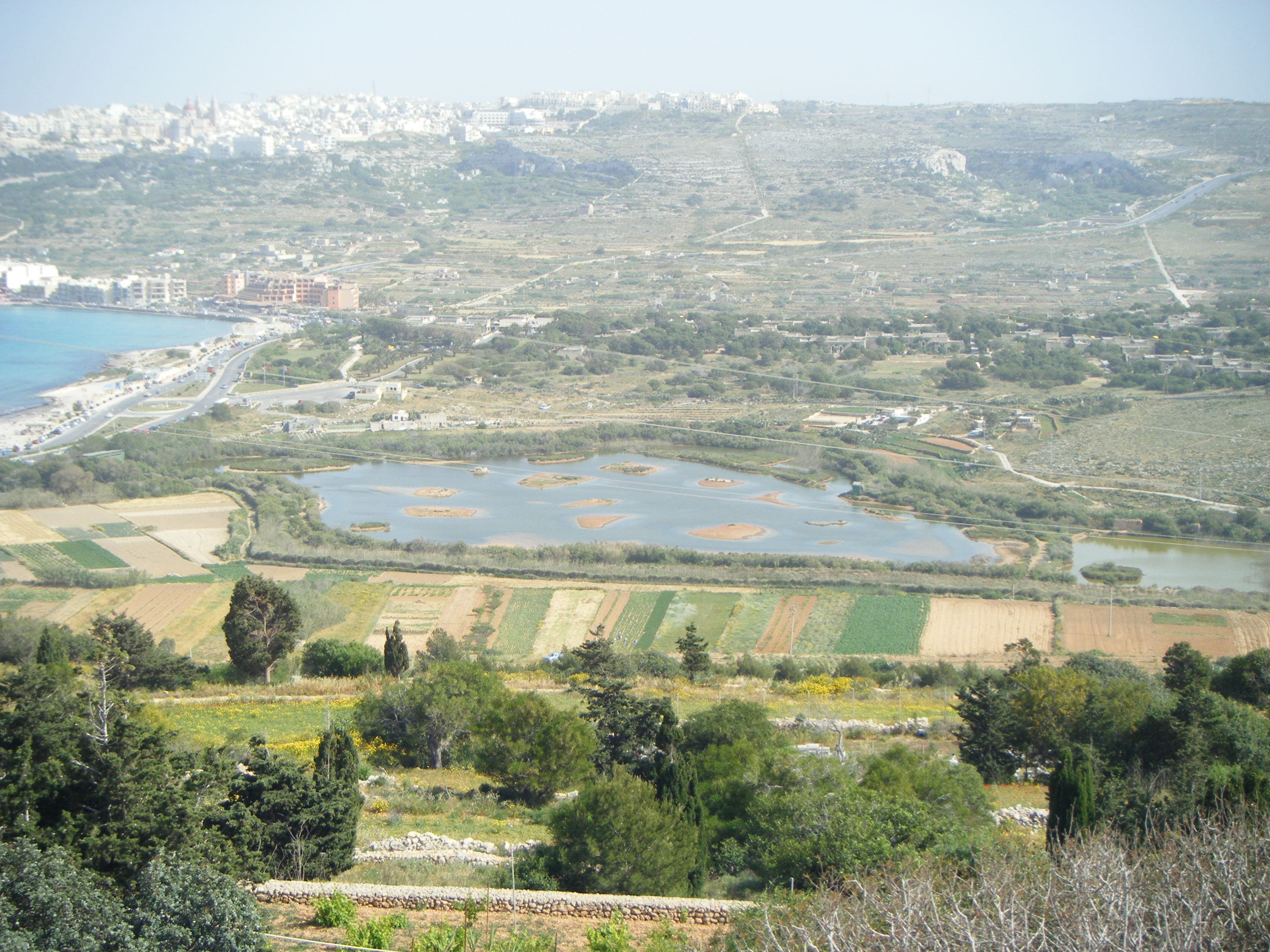
Blick auf einen Teil des Naturschutzgebiets Il-Għadira vom St. Agatha’s Tower in Mellieħa, Malta

Das Għadira Nature Reserve (maltesisch Ir-Riserva Naturali tal-Għadira) ist ein Naturschutzgebiet im äußersten Nordosten der Insel Malta. Es liegt nur durch eine stark befahrene Straße von einem der populärsten Strände Maltas, der Mellieħa Bay, getrennt in einem Talkessel, dessen beide Hänge bebaut sind, nur wenige Kilometer entfernt liegt die Stadt Mellieħa.

## Vogel- und Pflanzenschutzgebiet

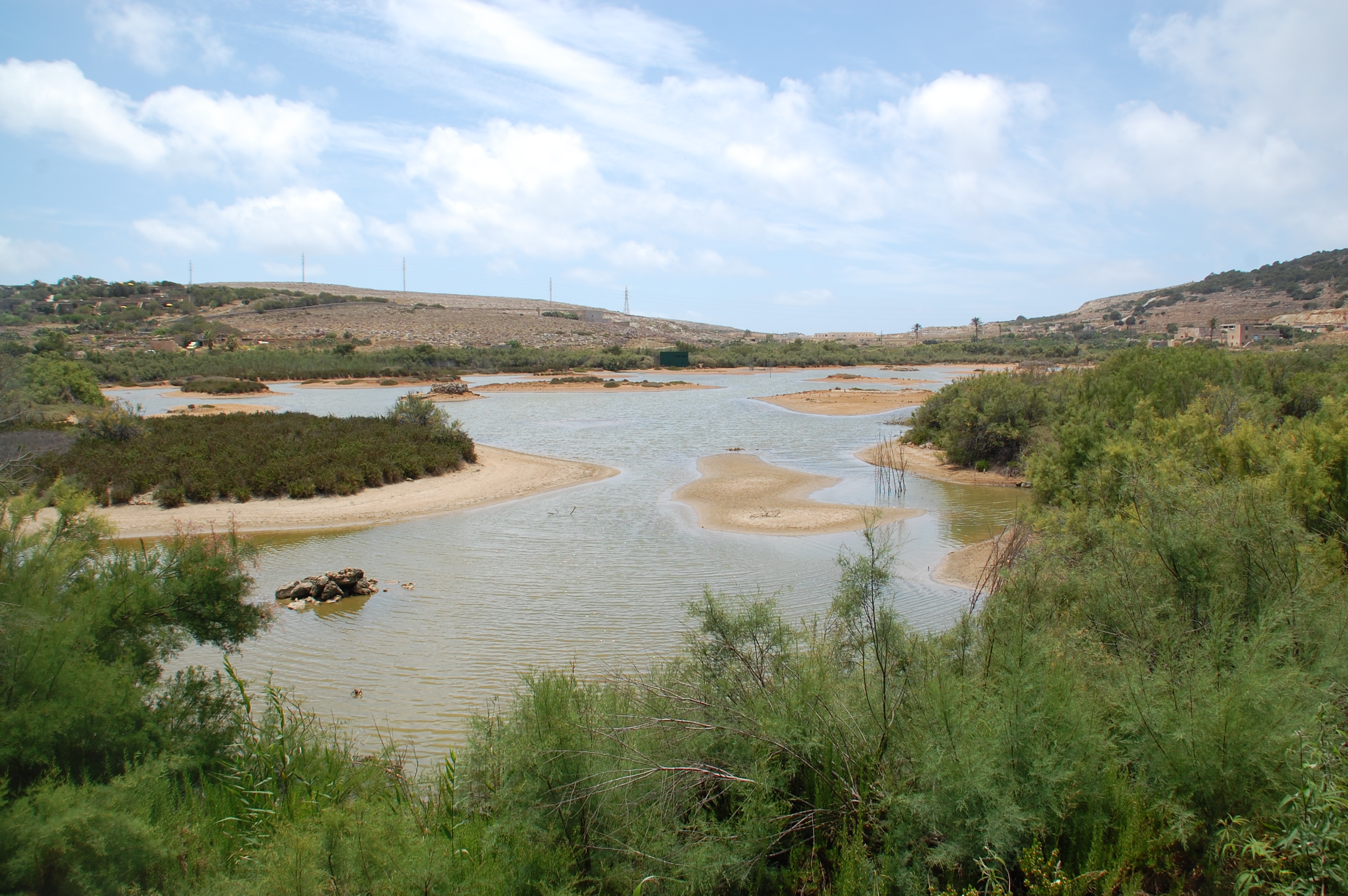
Salzmarschen des Għadira Nature Reserve

Das 2001 offiziell als erstes maltesisches Naturschutzgebiet ausgewiesene Gebiet wird von Birdlife Malta im Auftrag der maltesischen Umwelt- und Planungsbehörde MEPA betrieben. Das rund sieben Hektar große Areal enthält hauptsächlich Salzmarschen, aber auch ein kleines Süßwasserareal. Die Salzmarschen sind ganzjährig nass, im Sommer, wenn in Malta nur sehr wenig bis gar kein Regen fällt, steigt der Salzgehalt des Wassers allerdings. Im ganzjährigen Mittel betrug er in den Jahren 2003 bis 2007 zwischen 4,46 % (2003) und 5,94 % (2007). Zur Regenzeit kommt es im Gebiet gelegentlich zu Überflutungen, dann wird Wasser ins Meer abgelassen und der Salzgehalt auf den Marschen sinkt.
Die Anlage dient hauptsächlich dem Schutz und der Erforschung von Vögeln und Pflanzen Maltas, aber auch der Umwelterziehung von Schülern. Sie ist von November bis Mai zugänglich, es gibt dann Führungen entlang der Naturlehrpfade. Durch seine ungünstige Lage unterliegt das Gebiet starkem Druck durch Anrainer, regelmäßig kommt es zu Vandalismus, beispielsweise zur Verschmutzung der empfindlichen Feuchtgebiete mit Öl oder zur Zerstörung der Vegetation.
Għadira beherbergte 2007 232 weitgehend einheimische, teils endemische Pflanzenarten. Diese werden meist in einer eigenen Baumschule aufgezogen und anschließend im Gebiet ausgepflanzt. Darüber hinaus werden Wiederansiedlungen einiger Pflanzen versucht, die in Malta besonders selten sind und ehemals in Għadira vorkamen, durch den Bau der Küstenstraße und der dabei erfolgten Zerstörung der Dünen aber ausgerottet wurden, darunter die Strand-Wolfsmilch (Euphorbia paralias), die Stranddistel (Eryngium maritimum) und der Strandschneckenklee (Medicago marina).
154 Vogelarten wurden 2007 dort gesichtet, von denen 10 vor Ort brüteten und 72 beringt wurden. Malta ist ein zentraler Rastplatz auf der Route der Zugvögel über das Mittelmeer. Darüber hinaus wird, soweit möglich, auch das Auftreten anderer Tierarten nachgehalten, insbesondere von Wirbeltieren und gut bestimmbaren Wirbellosen. Zu einigen Tierarten, wie zum Beispiel dem in den Salzwasserbecken lebenden Zebrakärpfling (Aphanius fasciatus), finden separate Forschungen statt.